# Adsorbție
Adsorbția reprezintă în fizică fenomenul de reținere a moleculelor unei substanțe fluide (numite adsorbat) pe suprafața unui corp lichid sau solid (adsorbant).
Datorită grosimii sale mici, această suprafață (numită strat superficial) poate fi considerată omogenă și având proprietăți specifice, diferite de cele ale fazelor separate.
Adsorbția este în general exotermă, fiind influențată de natura, concentrația și mărimea suprafeței de contact a celor două faze; de asemenea, crește cu mărirea presiunii și cu scăderea temperaturii.
Procesul invers poartă numele de desorbție.
Se deosebesc patru tipuri de adsorbții după natura corpului adsorbant și natura corpului adsorbit; astfel, există adsorbția solid-gaz, solid-lichid, lichid-gaz și lichid-lichid. Intensitatea gradului de adsorbție este direct proporțională cu presiunea și invers proporțională cu temperatura la care se află interfața adsorbant-adsorbit.
Adsorbția poate fi:
- de natură fizică, numită și adsorbție fizică, la care fenomenul adsobției se datorează acțiunii forțelor Van der Waals de atracție dintre moleculele adsorbantului și adsorbitului. Acest fenomen este similar procesului de condensare a lichidelor.

- de natură chimică, adesea numită și chemosorbție, fenomen în care gazul este menținut la suprafață de forțele chimice specifice substanțelor implicate. Formarea unor legături între moleculele adsorbantului și adsorbitului se realizează prin absorbția energiei de activare.

## Izoterme
Procesul de adsorbție poate fi  descris de mai multe ecuații.